# Fray Bentos
Fray Bentos ist die Hauptstadt des Departamento Río Negro in Uruguay.

## Geographie
Fray Bentos grenzt an das Ostufer des Flusses Río Uruguay und liegt rund 34 km von der südöstlich gelegenen Stadt Mercedes entfernt.

## Geschichte
Fray Bentos wurde 1853 als Villa Independencia gegründet und erhielt 1900 ihren gegenwärtigen Namen, der übersetzt Ordensbruder Bentos bedeutet; allerdings ist nicht überliefert, um welche Person es sich dabei handelte.
Ab 1861 wurde in Fray Bentos nach dem Verfahren des deutschen Chemikers Justus von Liebig in großen Mengen Fleischextrakt durch die Liebig’s Extract of Meat Company hergestellt. Seit den 1930er-Jahren hat Fray Bentos seine Bedeutung als Zentrum der Fleischindustrie verloren. Die entstandene Industrielandschaft jedoch gehört seit 2015 zum UNESCO-Welterbe.

## Infrastruktur
Eine wichtige Verkehrsverbindung stellt die 1976 eröffnete Straßenbrücke Puente Libertador General San Martín über den Río Uruguay dar, die Fray Bentos mit dem argentinischen Puerto Unzué verbindet und über die die kürzeste Landverbindung nach Buenos Aires, der Hauptstadt des Nachbarlandes, besteht.
In Fray Bentos endet die Fernstraße Ruta 2, die bei Rosario im Süden des Landes beginnt.
Der Hafen von Fray Bentos am Río Uruguay besteht aus zwei Piers in L-Form. Der Hafen dient hauptsächlich dem Holzexport.

## Einwohner
Bei der Volkszählung im Jahre 2011 hatte Fray Bentos 24.406 Einwohner.
| Jahr | Einwohner |
| ---- | --------- |
| 1963 | 17.136    |
| 1975 | 19.407    |
| 1985 | 19.862    |
| 1996 | 21.959    |
| 2004 | 23.122    |
| 2011 | 24.406    |

Quelle: Instituto Nacional de Estadística de Uruguay

## Söhne und Töchter der Stadt
- Pablo Aurrecochea (* 1981), Fußballspieler
- José Pedro Barrán (1934–2009), Historiker
- Ricardo Bernal (* 1947), Politiker
- Daniel Bianchi (* 1956), Journalist
- Carlos Canzani (* 1953), Sänger
- Xavier Civitate (* 1991), Fußballspieler
- Gonzalo Díaz (* 1966), Fußballspieler
- Federico Elduayen (* 1977), Fußballspieler
- Carlos Fischer (1903–1969), Nationalratspräsident 1958–1959
- Wálter Pelletti (* 1966), Fußballspieler
- Gastón Ramírez (* 1990), Fußballspieler
- Jorge Ramírez (* 1986), Fußballspieler
- Juan Manuel Tenuta (1924–2013), Schauspieler
- Juan José Timón (1937–2001), Radrennfahrer
- Lucas Torreira (* 1996), Fußballspieler
- Excequiel Vázquez (* 1991), Fußballspieler